# Petro Boholubow
Petro Jakowycz Boholubow, ukr. Петро Якович Боголюбов, ros. Пётр Яковлевич Боголюбов, Piotr Jakowlewicz Bogolubow (ur. 25 listopada 1912 w Mikołajowie, Imperium Rosyjskie, zm. ?, ZSRR) – ukraiński trener piłkarski.

## Kariera trenerska
Urodził się w Mikołajowie w rodzinie robotniczej. Ukończył 6 klas szkoły robotniczej i szkołę zawodową. W latach 1928–1931 studiował w technikum morskim. Po zakończeniu służby wojskowej rozpoczął pracę w zakładzie jako główny kontroler. Od 1938 roku sędziował mecze, obsługując miejskie rozgrywki piłkarskie. W przeddzień niemieckiej okupacji pomagał kopać okopy w pobliżu miejscowości Sebino. Podczas Wielkiej wojny ojczyźnianej pracował w fabryce "Stocznia Północna", a jednocześnie był członkiem podziemnej organizacji "Patrioci Ojczyzny", która działała w Mikołajowie. W czerwcu 1945 roku został zatrudniony jako mechanik garażu warsztatu nr 15 zakładu 445 (im. 61. komunardów), a od 16 czerwca tego samego roku pracował jako instruktor-metodolog dobrowolnego towarzystwa sportowego "Sudnobudiwnyk". W grudniu 1946 roku otrzymał republikańską kategorię sądową.
Po zakończeniu II wojny światowej rozpoczął karierę trenerską. 2 czerwca 1947 roku po zwolnieniu z zakładu udał się na dwuletnie kursy trenerskie w Moskwie. Równolegle ze studiami w latach 1947–1949 pracował jako kierownik zespołu Spartak Lwów. W 1951 r. kierował inną lwowską drużyną Dynamo Lwów. Od połowy 1959 do końca 1960 trenował Awanhard Tarnopol. W 1961 stał na czele Chimik Siewierodonieck. W 1963 prowadził kirgiski klub Ałga Frunze. Na początku 1966 objął prowadzenie Irtysza Pawłodar, z którym pracował do września 1966 roku. W 1968 (do sierpnia) kierował klubem Wołna Kyzyłorda. W 1970 stał na czele Uralca Uralsk.